# Acanthermia sabata
Acanthermia sabata là một loài bướm đêm trong họ Noctuidae.